# سونجا ساجزور
سونجا ساجزور (به انگلیسی: Sonja Sajzor) (زاده ۲۶ ژانویهٔ ۱۹۹۳)دی‌جی و خواننده صربستانی است.
او یک زن ترنس است.